# Chyromya flava
Chyromya flava – gatunek muchówki z rodziny Chyromyidae.
Gatunek ten opisany został w 1758 roku przez Karola Linneusza jako Musca flava.
Muchówka o ciele długości od 1,5 do 3,5 mm, ubarwionym żółto. Głowę jej charakteryzują: okrągły obrys oczu złożonych, wypukła potylica, blisko osadzone i skrzyżowane szczecinki zaciemieniowe oraz trzy pary szczecinek orbitalnych, z których przednia skierowana jest dośrodkowo, a tylna ku tyłowi. Czułki mają trzeci człon żółty. Tułów cechują owłosione tylne brzegi sternopleurów i 4–8 rzędów szczecinek środkowych grzbietu.
Owad znany z Hiszpanii, Irlandii, Wielkiej Brytanii, Francji, Niemiec, Danii, Szwecji, Szwajcarii, Austrii, Włoch, Polski, Czech, Słowacji, Węgier, Bułgarii, Malty, europejskiej części Rosji, Makaronezji, Afryki Północnej, Bliskiego Wschodu, wschodniej Palearktyki i nearktycznej Ameryki Północnej. Imagines często spotyka się na oknach.